# Никольское (Зареченское сельское поселение)
Никольское — деревня в Максатихинском районе Тверской области. Входит в состав Зареченского сельского поселения.

## Название
25 августа 2023 года дума Максатихинского муниципального округа внесла предложение в законодательное собрание Тверской области о переименовании деревни Никольское в Никольское-Зареченское.

## География
Находится в северо-восточной части Тверской области на расстоянии приблизительно 13 км по прямой на восток-юго-восток от районного центра поселка Максатиха.

## История
Показана уже только на карте 1978 года как поселение с 7 дворами.

## Население
Численность населения: 2 человека (русские 100 %) как в 2002 году, 0 в 2010.